# Георги Евремов
Георги Евремов (мкд. Ѓорѓи Евремов, Кратово, 8. јул 1932 — Скопље, 6. мај 2011) биоје  македонски биохемичар, генетичар, био је редовни професор на Пољопривредном факултету у Скопљу, академик и бивши председник МАНУ.

## Биографија
Георги Димитров је рођен у Кратово 1932. године, као пето дете у породици. Његов отац је био трговац, држао је дућан и био најбогатији човек у граду до 1945, када су комунисти дошли на власт и сва имовина им је била конфискована. Са пет година је кренуо да иде у основну школу. Образовање је започео на српском језику, а по доласку Бугара за време Другог светског рата наставу је похађао на бугарском језику. Следећи упутства својих родитеља, Евремов се сели 1946. сели у Скопље и уписује гимназију коју завршава 1950. године. Његови родитељи хтели су да студира медицину и да се придружи старијем брату и сестри који су студирали фармацију на Универзитету у Загребу.
Студије је започео на Универзитету у Загребу, на факултету Ветеринарске медицине, где је дипломирао 1956. године. Наредне две године је радио као ветеринар, да би затим уписао студије на Универзитету у Скопљу, Медицинском факултету. Након две године рада на терену као ветеринар, изабран је за асистента физиологије домаћих животиња на Ветеринарском факултету у Скопљу.
Отишао је у Београд 1960. где је остао годину дана и специјализовао се за физиологију и биохемију уз помоћ свог ментора и професора Божидара Николића. Након магистарских студија, Евремов је у септембру 1963. године на Универзитету у Београду одбранио своју докторску дисертацију Фетални и одрасли хемоглобин код домаћих животиња.
На позив проф. Тит Хисмена од 1968. до 1970. боравио је на Институ за биохемију при Медицинском факултету у Џорџији, САД, као део тима који су радили на проучавању структуре, функције, синтезу и израз нормалнох и абнормалног људског хемоглобина.
1973. године изабран је за вандредног професора биохемије на Пољопривредном факултету у Скопљу, а од 1980. године као редовни професор. Од 1978. до 1979. био је редовни професор биохемије на Медицинском факултету у Аугусти, Џорџија, САД и помоћник директора Института за анемију српастих ћелија. Од 1965. до 1980. године био је научни консултант у Клиници за педијатријске болести на Медицинском факултету у Скопљу. 1995. године изабран је за редовног професора физиологије на Пољопривредном факултету у Скопљу.
Након што се вратио из САД, 1979. године био је изабран за дописног члана МАНУ, а од 1983. је редовни члан.. Од 2000. до 2001. био је председник МАНУ. Преминуо је 6. маја 2011. у Скопљу.